# Connettivo logico
Un connettivo logico o operatore logico (nel contesto dell'algebra di Boole, i connettivi logici sono detti anche operatori booleani), è un elemento grammaticale di collegamento che instaura fra due proposizioni A e B una qualche relazione che dia origine ad una terza proposizione C con un valore vero o falso, in base ai valori delle due proposizioni fattori ed al carattere del connettivo utilizzato.

## Descrizione
I connettivi logici possono essere separati da parentesi tonde. Esistono regole di precedenza fra i connettivi logici (dimostrabili col semplice calcolo algebrico), analoghe a quelle esistenti fra le quattro operazioni elementari (secondo le quali la coppia di moltiplicazione e divisione, precedono somma e sottrazione): la negazione precede tutti gli altri connettivi, congiunzione e disgiunzione precedono sia l'implicazione che la doppia implicazione. Le regole di precedenza rendono in molti casi superfluo l'uso delle parentesi tonde, che possono tranquillamente essere omesse.
| Operatore                        | Precedenza |
| -------------------------------- | ---------- |
| {\displaystyle \neg }            | 1          |
| {\displaystyle \wedge }          | 2          |
| {\displaystyle \vee }            | 3          |
| {\displaystyle \rightarrow }     | 4          |
| {\displaystyle \leftrightarrow } | 5          |
Ognuna delle operazioni logiche suddette è efficacemente esplicata nella propria tabella della verità, la quale evidenzia i valori risultanti da tutte le possibili combinazioni esistenti fra le due proposizioni di partenza A e B, siano esse vere o false, utilizzando il connettivo dato. Le tavole di verità degli operatori logici sono state formalizzate per la prima volta nel Tractatus logico-philosophicus di Ludwig Wittgenstein.
Assunti di base della tavola di verità sono il principio di determinatezza e il principio di bivalenza, degli enunciati dichiarativi secondo il quale una proposizione può trovarsi in uno e un solo Stato di verità, e gli Stati di verità possibili che un enunciato può assumere sono soltanto due, "vero" oppure "falso". Entrambi i due principi citati non sono dimostrati né in via deduttiva (dal generale al particolare) né in via induttiva (dal caso particolare a quello generale), e nello stesso tempo non sono negati da nessuna delle logiche matematiche note; si applicano al singolo enunciato elementare atomico, non ulteriormente scomponibile, e non sono da confondere con principi equivalenti ma "binari", cioè che si applicano invece all'insieme di due o più enunciati legati da un connettivo logico: principio di non-contraddizione (più propriamente antinomia del mentitore)  e principio del terzo escluso.
Non tutti gli enunciati sono di tipo dichiarativo ovvero atti ad assumere un valore di verità "vero" oppure "falso": già Aristotele affermava che la preghiera è un discorso né vero né falso, quindi irrilevante per la logica. Altro esempio di enunciati non dichiarativi sono quelli modali, caratterizzati dalle parole logiche: "può essere..", "deve necessariamente...", "credo che...", "so che..."; oppure il paradosso del mentitore: "il cretese Epimènide dice che tutti i cretesi sono bugiardi", "questa frase è falsa".

## Tipologie
I principali connettivi logici binari sono:
- la congiunzione logica e, in latino et, in logica booleana AND, indicata con il simbolo {\displaystyle \land }
- la disgiunzione inclusiva o (talvolta indicato come e/o), in latino vel, in logica booleana OR, indicata con il simbolo {\displaystyle \lor }
- la disgiunzione esclusiva o o o... o..., in latino aut, in logica booleana XOR, indicata dal simbolo {\displaystyle {\dot {\lor }}} oppure {\displaystyle \not \equiv }
- l'implicazione logica se ... allora ... indicata col simbolo {\displaystyle \Rightarrow } oppure {\displaystyle \supset }
- la coimplicazione o doppia implicazione se e solo se indicata col simbolo {\displaystyle \Leftrightarrow } oppure {\displaystyle \equiv }

Spesso si annovera inoltre fra i connettivi logici la negazione logica "non", indicata con il simbolo {\displaystyle \neg } la quale agisce però su un'unica proposizione, mentre gli altri connettivi logici si dicono appunto binari perché operano su almeno due proposizioni.